# Pływanie synchroniczne na Igrzyskach Panamerykańskich 2015
Pływanie synchroniczne na Igrzyskach Panamerykańskich 2015 odbywało się w dniach 9–11 lipca 2015 roku  w CIBC Pan Am/ Parapan Am Aquatics Centre & Field House w Toronto. Dziewięćdziesiąt sześć zawodniczek rywalizowało w dwóch konkurencjach.

## Podsumowanie

### Klasyfikacja medalowa
| Klasyfikacja medalowa | Klasyfikacja medalowa | Klasyfikacja medalowa | Klasyfikacja medalowa | Klasyfikacja medalowa | Klasyfikacja medalowa |
| Miejsce               | państwo               | Złoto                 | Srebro                | Brąz                  | Razem                 |
| --------------------- | --------------------- | --------------------- | --------------------- | --------------------- | --------------------- |
| 1                     | Kanada                | 2                     | 0                     | 0                     | 2                     |
| 2                     | Meksyk                | 0                     | 2                     | 0                     | 2                     |
| 3                     | Stany Zjednoczone     | 0                     | 0                     | 2                     | 2                     |
| Razem                 | Razem                 | 2                     | 2                     | 2                     | 6                     |

### Medaliści
| Konkurencja | 1. miejsce | 2. miejsce | 3. miejsce |
| ----------- | --- | --- | --- |
| Duety       | Kanada · Jacqueline Simoneau · Karine Thomas | Meksyk · Karem Achach · Nuria Diosdado | Stany Zjednoczone · Mariya Koroleva · Alison Williams |
| Drużyny     | Kanada · Gabriella Brisson · Annabelle Frappier · Claudia Holzner · Lisa Mikelberg · Marie-Lou Morin · Samantha Nealon · Jacqueline Simoneau · Karine Thomas | Meksyk · Karem Achach · Karla Arreola · Isabel Delgado · Nuria Diosdado · Evelyn Guajardo · Joana Jimenez · Samantha Rodríguez · Jessica Sobrino | Stany Zjednoczone · Anita Alvarez · Claire Barton · Mary Killman · Mariya Koroleva · Sandra Ortellado · Sarah Rodríguez · Karensa Tjoa · Alison Williams |